# مهرداد امیدی
مهرداد امیدی، عضو فرماندهی انتظامی جمهوری اسلامی ایران و رئیس کنونی پایگاه ششم پلیس آگاهی تهران است که سابقه تصدی معاونت مبارزه با جعل و کلاهبرداری پلیس آگاهی فراجارا بر عهده داشته است. مهم‌ترین سمت وی که باعث تحریم شدن او توسط اتحادیه اروپا گردید، معاونت مبارزه با جرایم خاص رایانه‌ای پلیس آگاهی فراجا می‌باشد.

## تحریم اتحادیه اروپا
اتحادیه اروپا طی تصمیم مورخ ۱۸ مهر ۱۳۹۰ (۱۰ اکتبر ۲۰۱۱)، ۲۹ مقام ایرانی از جمله مهرداد امیدی را به دلیل نقشی که در نقض گسترده و شدید حقوق شهروندان ایرانی داشته‌اند، از ورود به کشورهای این اتحادیه محروم کرد. کلیه دارایی‌های این مقامات نیز در اروپا توقیف خواهد شد.
بر اساس بیانیه اتحادیه اروپا، مهرداد امیدی در زمان تصدی معاونت مبارزه با جرایم خاص رایانه‌ای پلیس آگاهی فراجا، در  تحقیق و صدور کیفر خواست برای اصلاح‌طلبان و مخالفان سیاسی که فعالیت‌های مجازی داشتند، مسئول بوده است.